# Angina pectoris
Angina pectoris is een drukkend, respectievelijk zwaar gevoel en/of pijn midden op de borst (angineuze pijn) dat ontstaat als de hartspier niet voldoende zuurstofrijk bloed toegevoerd krijgt om het hart zijn werk te laten doen. Meestal wordt dit veroorzaakt door vernauwing van de kransslagaders, vaak in combinatie met lichamelijke inspanning of emotie waardoor het hart krachtiger gaat kloppen en dus meer zuurstofrijk bloed nodig heeft. Bij afnemende zuurstofbehoefte van het hart verdwijnt de angina pectoris dan weer.
De pijn die ontstaat door een plotseling optredende verstopping van een kransslagader (een vaatspasme) door een bloedstolsel (trombus of embolie) is in aard gelijk aan die van angina pectoris, maar meestal heviger en houdt langer aan. Bij volledige afsluiting van een vat treedt een hartinfarct ('hartaanval') op.
Angina pectoris kan worden bestreden door de bloedvaten medicamenteus te verwijden (na toedienen van nitroglycerine verdwijnt de kenmerkende pijn van angina pectoris) of door de inspanning terug te brengen. Ook het verlagen van de bloeddruk leidt ertoe dat het hart minder arbeid hoeft te leveren en vermindert zo de angineuze klachten.
De kans op het ontwikkelen van angina pectoris wordt vergroot als iemand rookt, te dik is, of een te hoge bloeddruk heeft. Ook bij suikerziekte, een te hoog cholesterolgehalte en bij mensen bij wie in de familie op jongere leeftijd (voor het 60e levensjaar) hart- en vaatziekte voorkomen is de kans op het ontwikkelen van angina pectoris duidelijk vergroot.
Met name bij mensen met suikerziekte (diabetes mellitus) komt het voor dat de pijn niet door de patiënt wordt gevoeld, terwijl er wel degelijk een zuurstoftekort van de hartspier bestaat.
Vrouwen klagen vaak over benauwdheid bij inspanning, een duizelig gevoel of pijn tussen de schouderbladen in plaats van pijn op de borst.
Ook spasmen van de kransslagaders, in plaats van vernauwing, kan weleens tot angineuze klachten leiden. Deze aandoening noemt men variant angina of Prinzmetal angina pectoris.
Vernauwingen in de kransslagaders merkt iemand niet direct. Klachten ontstaan vaak pas wanneer een van de kransslagaders meer dan 70% vernauwd is. De diagnose kan meestal worden gesteld door het maken van een elektrocardiogram (ecg, hartfilmpje) op een moment dat de patiënt de klachten voelt. Een normaal ecg tijdens klachten sluit angina pectoris echter niet volledig uit. Bij twijfel zal men vaak een inspanningstest verrichten, zoals een  fietsproef of een myocardscintigrafie. Ook kunnen de kransslagaders in beeld gebracht worden met een CT-scan of een hartkatheterisatie (coronaire angiografie oftewel CAG).

## Differentiaaldiagnose

### Cardiovasculair of longen
- angina pectoris
  - instabiele angina pectoris - kan lijken op een hartinfarct en wordt daarmee samen wel acuut coronair syndroom genoemd.
  - stabiele angina pectoris - is minder gevaarlijk, maar moet zeker ook goed onderzocht worden
- myocardinfarct ("hartaanval")
- dissectie van de aorta
- ritmestoornissen (als door de snellere hartslag een zuurstoftekort ontstaat)
- longembolie
- longontsteking
- hemothorax
- pneumothorax en spanningspneumothorax

### Andere oorzaken
- hyperventilatiesyndroom
- gastro-oesofagealerefluxziekte (GERD)
- maagzweer
- galsteenaanval
- alvleesklierontsteking
- paniekaanval
- syndroom van Tietze - osteochondritis met pijn ter hoogte van de overgang tussen bot en kraakbeen van de ribben
- ziekte van Bornholm - of pleurodynie, een virale infectie met pijn op de borst.

Pijn kan ook ontstaan ter hoogte van ribben, spieren en kraakbeen, als gevolg van een geklemde zenuw, of door een spasme van de slokdarm.

## Benadering
Anamnese, klinisch onderzoek en technisch onderzoek. Naast bloedonderzoek en röntgenfoto's bieden het elektrocardiogram en klinische tekens zoals het teken van Levine nuttige informatie. Ook de medische voorgeschiedenis, de familie en voorbeschikkende factoren en risicofactoren worden meegewogen. Bij vermoeden van longembolie kan een scintigrafie uitgevoerd worden.